# Rito lionese

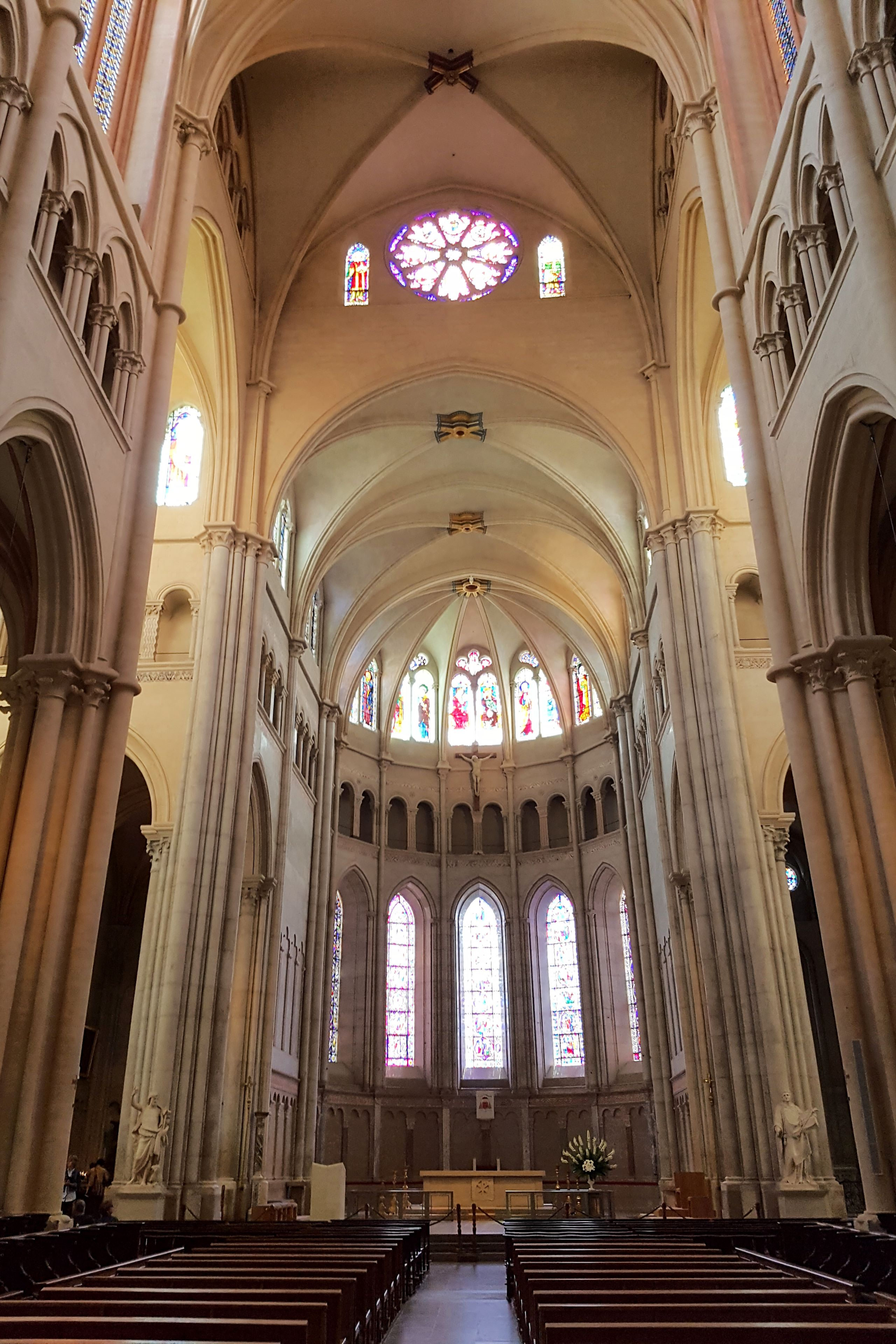
Interno della cattedrale di Lione

Il rito lionese (in latino: ritus Lugdunensis) è un rito liturgico occidentale della Chiesa cattolica. La sua presenza come rito proprio dell'arcidiocesi di Lione è attestata a partire dal IX secolo ma, a seguito della riforma liturgica del 1969, è stato generalmente sostituito dal rito romano. Ad oggi, alcune sue caratteristiche minori persistono nella liturgia celebrata nella cattedrale primaziale di Lione, ed esso è adottato regolarmente da alcuni gruppi cattolici tradizionalisti (in comunione comunque con la Chiesa cattolica) che gestiscono alcune chiese dell'arcidiocesi.

## Storia e diffusione

### Le origini
Il rito lionese può tracciare le proprie origini indietro nel tempo fino al basso Medioevo. Esso, come il rito romano, appartiene alla famiglia dei riti liturgici occidentali, ed è da inquadrare all'interno del sottogruppo dei riti gallicani che iniziarono a delinearsi prima del IX secolo come pratiche cultuali proprie delle diocesi del Regno dei Franchi. Invero, secondo alcuni autori, fu proprio a partire dalla città di Lione (e non da Milano, come altri affermano) che si diffusero molte innovazioni tipiche dei riti gallicani.
Carlo Magno ed i suoi successori imposero una fortissima romanizzazione a questi riti. Tuttavia i vescovi di Lione, forti del prestigio derivante dalla loro ricca diocesi e dal loro titolo di Primati delle Gallie (riconosciuto loro nell'XI secolo) seppero conservare alcuni caratteri locali alla liturgia diocesana.
Il nucleo principale della liturgia lionese, caratterizzato lungamente da un marcato conservatorismo, fu dunque costituito partendo dal rito romano del IX secolo, al quale si aggiunsero nel tempo elementi più propriamente gallicani o neo-gallicani. A partire dal XVIII secolo le istanze di uniformazione e romanizzazione si fecero più pressanti.
L'arcivescovo Charles François de Chateauneuf de Rochebonne, titolare della diocesi Lionese tra il 1731 e il 1740, introdusse un nuovo breviario per il rito lionese. L'abate Prosper-Louis-Pascal Guéranger commentò nel secolo successivo molto duramente queste riforme, sostenendo che esse avessero molto diminuito la ricchezza propria dell'uso lionese. Fra i vari mutamenti, che conseguirono a queste riforme, vi fu la perdita, attorno al 1748, del râtelier (latino rastrum o rastrellarium), un grande candelabro posto davanti all'altare maggiore, il quale reggeva sette ceri, uno dei quali era sempre acceso mentre gli altri sei venivano tenuti accesi o spenti a seconda delle funzioni liturgiche, e che era assimilabile nella sua funzione al tramezzo o all'iconostasi delle chiese orientali. Fu invece mantenuto l'usanza, propria anche dell'arcidiocesi di Rouen e generalmente romano-gallicana, di salmodiare a memoria, senza l'ausilio di materiale scritto, gli uffici divini.

Nelle parole dell'abate Guéranger:
(Prosper-Louis-Pascal Guéranger, Institutions Liturgiques)

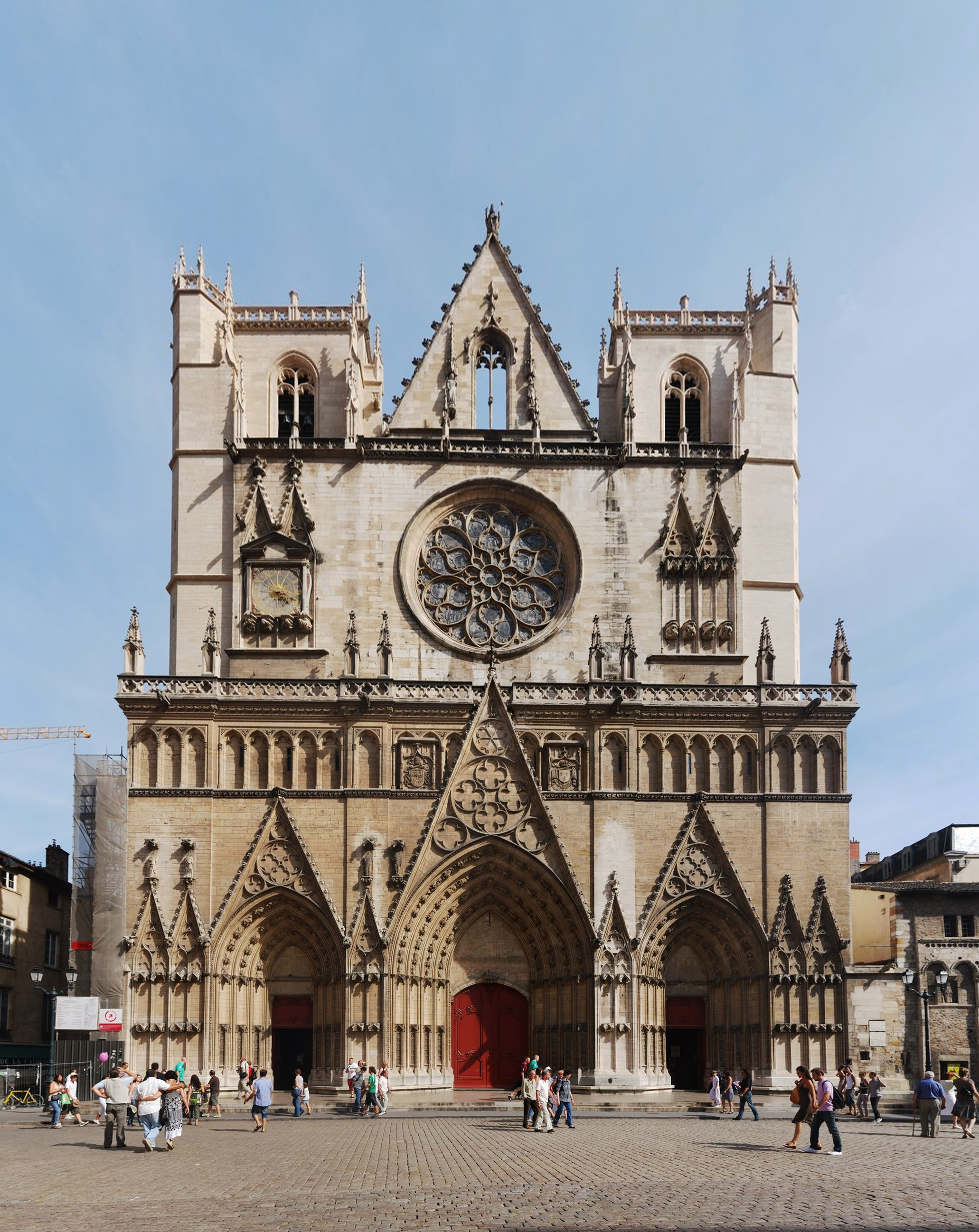
Esterno della cattedrale di Lione

Con l'intenzione di avvicinarsi ai libri liturgici romani, l'arcivescovo Antoine de Malvin de Montazet, nominato nel 1758, pubblicò due anni dopo un Breviario, nell'edizione preparata dal suo predecessore cardinale Guerin de Tencin, che allineava pressoché tutto il rituale lionese — tranne alcune rubriche e l'ordinario della Messa — a quello parigino (allora gallicano). Nel 1771 egli provvide a pubblicare altresì un Missale Lugdunensis ecclesiae, espressamente modellato sul messale parigino. Così facendo egli si limitava, nei fatti, a ratificare una tendenza già in corso, per parte del clero lionese, dalla fine del XVII secolo.
Da questo evento ebbe però origine una controversia destinata a sortire profonde conseguenze sull'uso liturgico lugdunense.
Il capitolo primaziale della cattedrale infatti non volle accettare le riforme dell'arcivescovo, e diede avvio ad una querelle che vide coinvolti tre fazioni: romanisti, i lionesi e i gallicani, ciascuna fautrice dell'adozione di una specifica forma liturgica. Nei settant'anni seguenti non si contarono i libelli sulla questione, pubblicati ora da presbiteri, ora da semplici fedeli.
Il cardinale Louis-Jacques-Maurice de Bonald, che resse l'arcidiocesi di Lione per un trentennio tra il 1840 e il 1870, perseguì una ulteriore politica di romanizzazione, di cui offre simbolica testimonianza la presenza nella cattedrale di un grande organo ottocentesco. L'organo ha infatti una grande importanza nel rito romano, mentre il rito lionese tradizionalmente ne proscriveva l'uso: la sua introduzione nel contesto della cattedrale, fortemente voluta dall'arcivescovo, fu osteggiata dai membri più conservatori del capitolo, che ottennero che lo strumento venisse collocato in disparte (lo strumento è stato rinnovato e traslato in un altro punto della cattedrale nel 2022).
La questione liturgica, comunque, non si sopì fino a che papa Pio IX in persona non intervenne, con un breve datato al 17 marzo 1864, nel quale il pontefice, ponendo fine a discussioni troppo prolungate, ordinò che nella diocesi si adottassero progressivamente i libri liturgici romani, consentendo al contempo a che si mantenessero, purché emendati e circoscritti, gli usi antichi della diocesi di Lione.
Bonald, nel 1866, in seguito al breve papale, promulgò un messale, il cui titolo già preannuncia il contenuto: «Missale Romano-Lugdunense, sive missale Romanum in quo ritus Lugdunenses ultimi tridui ante Pascha, ordinis missae et vigiliae Pentecostes auctoritate Sanctae Sedis Apostolicae iisdem ritibus romanis proprio loco substituuntur», ovvero «Messale Romano-Lugdudnense, o messale Romano nel quale i riti Lugdunensi del Triduo pasquale, dell'ordo missae, della veglia di Pentecoste, per autorizzazione della Santa Sede Apostolica, si sostituiscono ai riti romani nei relativi passi [del messale]». Questa edizione sarà quella ufficiale fino alla riforma liturgica del Concilio Vaticano II.
Piccole revisioni furono pubblicate nel 1904, a cura del cardinal Coullié, che interpose riti e feste proprie del rito lionese alle pratiche romane, e nel 1956, sotto gli auspici del cardinal Gerlier. Ancora nel 1965, durante il Concilio Vaticano II, fu pubblicata un'edizione dei libri liturgici propri dell'arcidiocesi di Lione.

### Dopo il Concilio Vaticano II
Nonostante quest'ultima pubblicazione, la riforma liturgica comportò la scomparsa pressoché completa del rito lionese, sostituito dal rito romano postconciliare in lingua francese, a differenza di quanto avvenne ad esempio a Milano ove l'arcidiocesi ambrosiana scelse di conservare il proprio patrimonio liturgico tradizionale.
Alcuni dettagli della liturgia lionese sono tuttavia rimasti in uso nella Cattedrale. Ad esempio, nelle messe qui celebrate l'incensiere è a usato catena lunga, come nei riti orientali, e non corta come in quelli occidentali.

Nella chiesa di san Giorgio a Lione, dove i fedeli avevano ottenuto di poter celebrare secondo la forma antica del rito romano grazie al motu proprio Ecclesia Dei, una messa in rito lionese è celebrata regolarmente ogni settimana, sia il sabato che la domenica, fin dagli anni novanta (precursore ne fu, nel 1988, l'abbé Laffargue). La prassi è ancora attiva al 2023. 

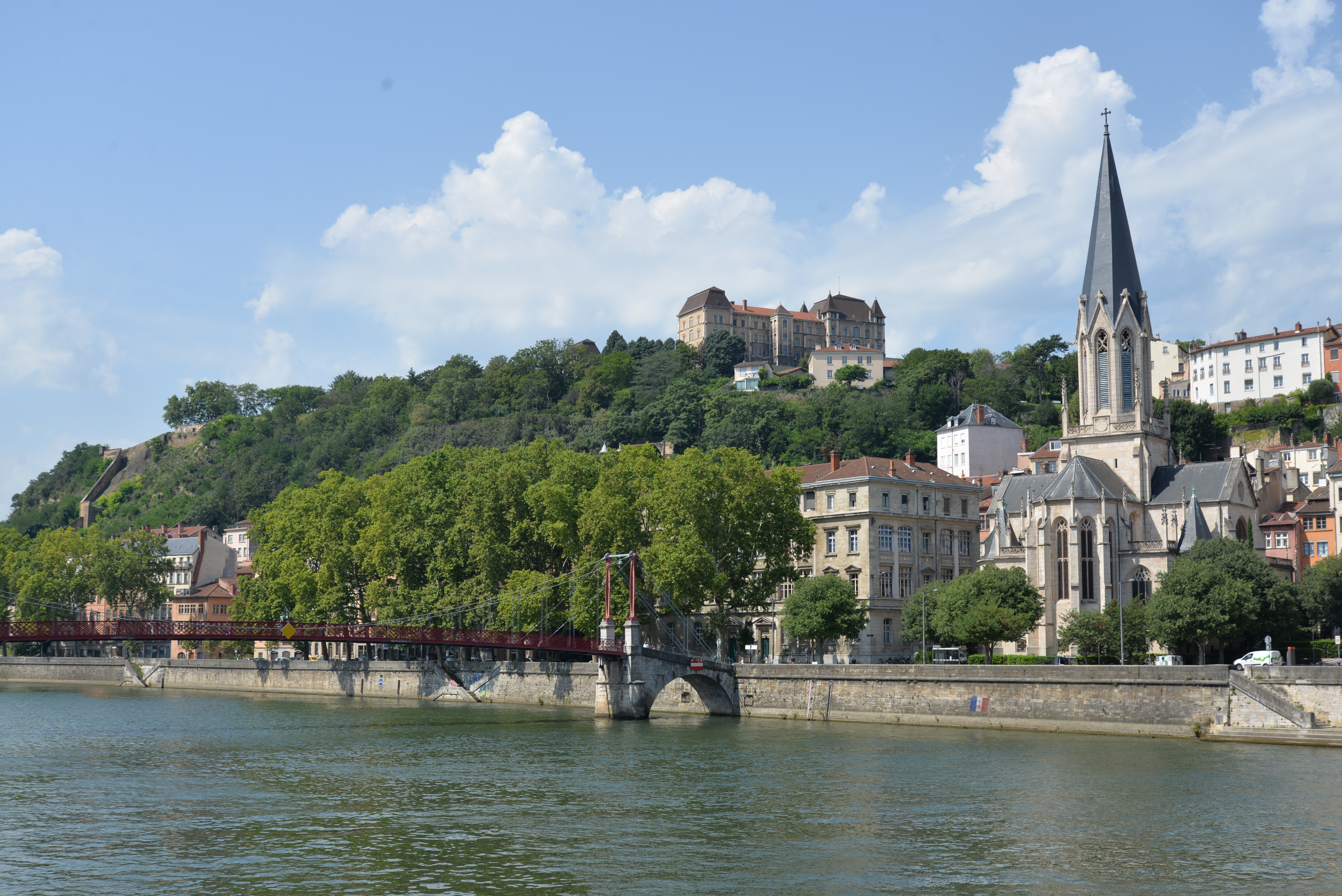
Chiesa di San Giorgio a Lione

Diverso discorso va fatto per i numerosi gruppi di cattolici tradizionalisti che si sono stabiliti a Lione. Prima la Fraternità Sacerdotale San Pio X (a partire dagli anni settanta), poi la Fraternità Sacerdotale San Pietro, pur operando attivamente nell'arcidiocesi di sant'Ireneo, hanno inizialmente utilizzato, per lo più, la messa tridentina anziché il rito lionese. 
Va però segnalato che la Fraternità Sacerdotale San Pietro ha, negli ultimi anni, scelto di valorizzare le tradizioni liturgiche locali, sicché dei suoi membri officiano ogni domenica, nonché in occasione degli altri giorni di precetto e quando ricorrono le festività proprie dell'arcidiocesi di Lione, una celebrazione eucaristica secondo il rito lionese presso la Collegiata di San Giusto, dedicata a Giusto di Lione, già vescovo della diocesi nel IV secolo. La stessa Fraternità, insediatasi nella collegiata da settembre del 2014, ha occasionalmente impiegato anche la forma solenne del rito lionese.
Sia la chiesa di San Giorgio, che quella di San Giusto, conservano alcuni dettagli architettonici derivanti dalle ritualità proprie dell'uso lionese, come la presenza di un piccolo altarino addossato al retro dell'altare maggiore e, a San Giusto, delle stelline sul pavimento davanti all'altare che indicano la posizione occupata dai ministranti durante il rito. Simili accorgimenti sono ravvisabili anche in altre chiese storiche dell'arcidiocesi di Lione.

## Messa lionese e Messa romana
Le differenze più evidenti tra la forma 1962 del rito romano (tridentino) e il rito lionese emergono per la Messa pontificale e nella Messa solenne, tuttavia delle sfumature possono riscontrarsi anche nella Messa bassa nonché nelle rubriche del messale.
Per la Messa bassa, possonsi notare un differente testo delle preghiere ai piedi dell'altare, la conservazione delle sequenze (scomparse nel rito romano dopo il Concilio di Trento), l'utilizzo di un corporale a quindici parti, un offertorio differente (ostia e calice in contemporanea), il fatto che il celebrante incroci le braccia durante l'Unde et memores, e incroci le braccia sul petto durante il Supplices te rogamus, il trasporto del messale chiuso (è aperto nel rito romano) da parte del ministro.

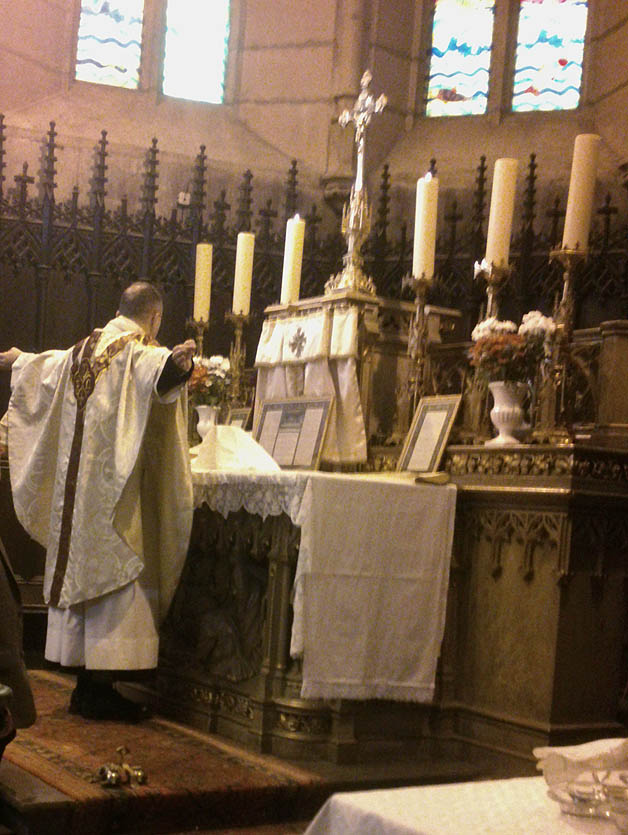
Nel rito lionese, al momento dellunde et memores (all'inizio dell'anamnesi), il celebrante apre le braccia in modum crucis, e il calice è coperto da un ampio corporale.

Per le Messe pontificali e solenni, il massimo spiegamento della pompa liturgica lionese accentua ancor più le differenze. Laddove la liturgia romana richiede il servizio di una quindicina di chierici, la Messa lionese mobilita trentasei ministri. Nelle Messe Pontificali, la maggior parte dei canti era salmodiata su toni differenti da quelli del rito romano, e un suddiacono restava dietro l'altare durante l'elevazione - per questa ragione, l'altare lionese non è mai addossato alla parete terminale dell'abside. Inoltre, i ministri inferiori utilizzavano un manipolo, come i sacerdoti, ed il manipolo, secondo l'uso più antico, era impiegato, in vece del velo omerale, dal suddiacono per reggere la patena.
Un rito proprio di Lione, l'administration, si svolgeva durante il graduale della Messa Pontificale. Questo rito può esser visto come l'equivalente lionese della praegustatio romana. Nella Messa Pontificale dunque, la preparazione della materia per Santo Sacrificio non avveniva nel presbiterio bensì in una cappella laterale, quella di Notre-Dame-du-Haut-Don, posta alla destra dell'altare (guardandolo). Al termine della preparazione, una piccola processione accompagnava il pane e il vino dalla cappella all'altare maggiore. Il vino stesso viene poi "assaggiato" da un sacerdote della processione, prima di essere porto al vescovo celebrante. L'origine di questo rito risale al Medio Evo, allorché i complotti contro la vita dei papi e degli alti prelati erano frequenti, e il gesto serviva ad evitare il pericolo di un loro avvelenamento; pur svanitane la necessità, il ricordo di questa pratica si è conservato nel cerimoniale.
Al crescere della solennità del rito, si accompagna anche un più ampio spiegamento degli originali paramenti e ornamento propri della tradizione lugdunense. Nelle messe basse, il diacono ed il suddiacono indossano solamente il camice e il manipolo, ma in occasione delle solennità essi indossano pure la dalmatica o la tunicella, alla quale è uso sovraimporre l'amitto, consistente in un piccolo panno di lino. L'amitto poi, portato sotto il camice nel rito romano, è invece posto sopra di esso, e quindi in evidenza, nel rito lionese e così come nel rito ambrosiano. L'amitto stesso, a Lione, è decorato ai bordi secondo un uso un tempo presente in alcuni riti medioevali tra i quali il rito di Sarum, mentre il messale romano prevede che sia completamente bianco. Nelle feste maggiori, l'accolito assiste con una candela in mano e indossa il camice e il cingolo (di uso più vasto nel rituale lionese che in quello romano); gli accoliti, a Lione - ma lo stesso vale per la Spagna- indossavano un tempo, nelle messe solenni, la tunicella e la stola. Da ciò si è passati, nel XVII secolo, all'impiego ornamentale della sola stola, che viene però indossata senza tunicella o dalmatica, secondo un uso detto "orfrois de tunique" e attestato nell'arcidiocesi già nei 1718 da Jean-Baptiste Le Brun des Marettes, che ne parla nei suoi Voyages Liturgiques de France.

Un'ultima differenza compare nella Messa solenne del Giovedì santo: i sei preti assistenti il vescovo concelebravano sacramentalmente con lui. È questo uno dei pochissimi casi di concelebrazione presenti in tutti i riti latini già prima della riforma liturgica.

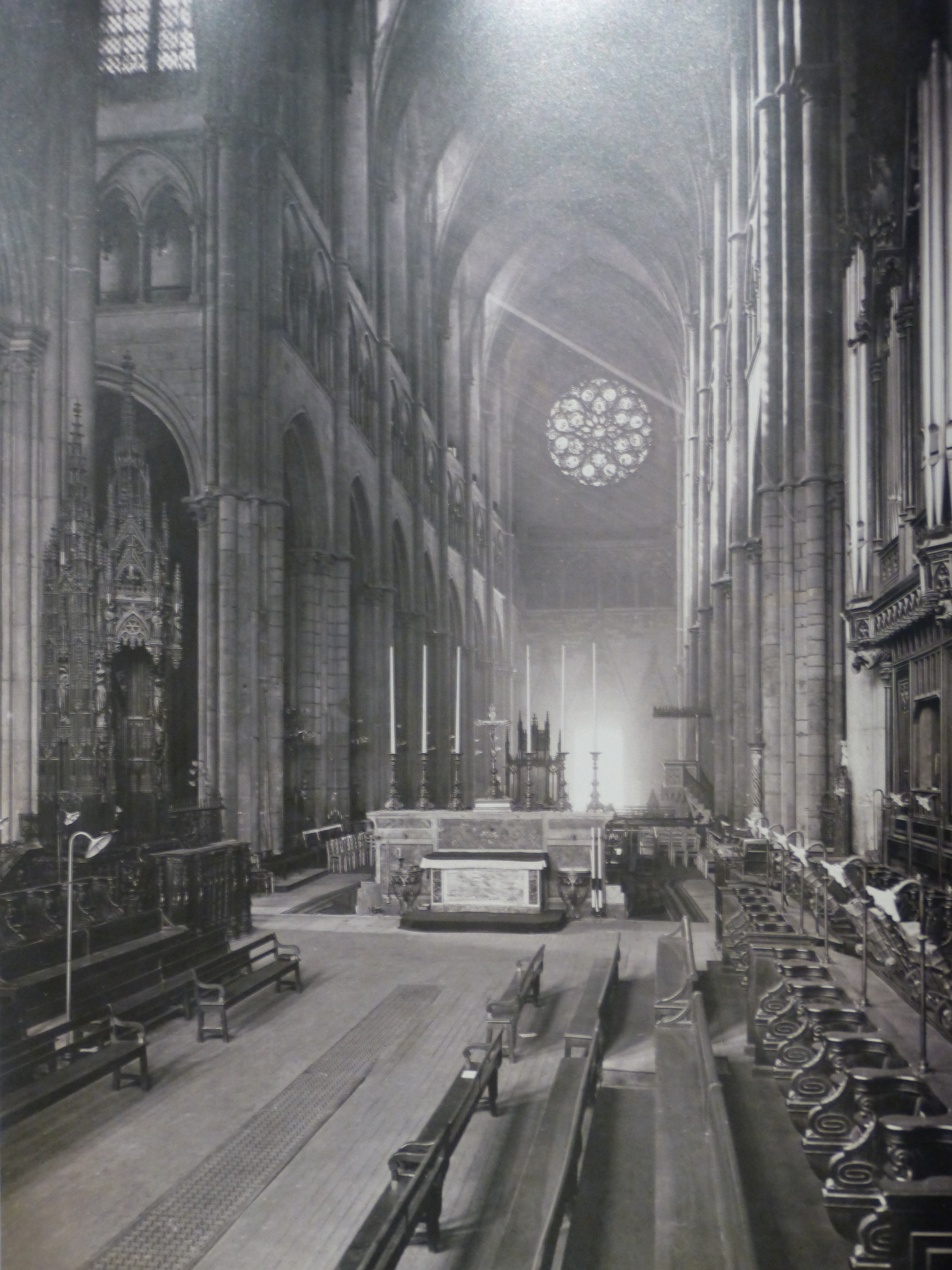
Il coro e l'altare maggiore della cattedrale primaziale di San Giovanni, visti dall'abside, alla fine del XIX secolo

Il rito lionese richiede molto spazio, se raffrontato con gli altri riti occidentali. Nella Messa pontificale veniva richiesta la presenza del vescovo, di sette assistenti, sette diaconi, sette suddiaconi, sette accoliti e altri partecipanti per un totale, in certe occasioni, di quasi cinquanta ministri: ciò spiega le dimensioni notevoli dei cori delle grandi chiese storiche della città di Lione come la Basilica di Notre-Dame de Fourvière o la chiesa di San Bonaventura. La Cattedrale presenta in questa sezione spazi amplissimi, con un banco di pietra che si estende, lungo l'abside, a destra e sinistra del trono pontificale e numerosi stalli alcuni dei quali, oggi rimossi, arrivavano fin oltre il coro: una particolarità spiegabile solo col gran numero di partecipanti richiesti per l'ufficio dell'imponente Messa pontificale di rito lionese, già rimarchevole per i visitatori del XVII secolo.
Queste particolarità sono più evidenti a chi abbia davanti agli occhi il messale romano e quello lionese, che a chi assista ad un rito. Tuttavia pare che alcune peculiarità, come l'administration e il rite des tablettes, fossero note ai cattolici lionesi degli anni Sessanta.
In considerazione della notevole somiglianza che il rito lionese, nel tempo, ha sviluppato rispetto al rito romano, alcuni studiosi hanno affermato che il rito lionese sia una variante dello stesso e cioè un "rito territoriale romano" ovvero un "uso locale del rito romano", al pari del rito di Braga, e non un "rito non-romano" quali sarebbero invece i riti mozarabico o ambrosiano. La Pontificia commissione "Ecclesia Dei" nel 2018, interrogata in proposito da un sacerdote polacco della diocesi di Zielona Góra-Gorzów, non ha smentito né corretto questa interpretazione.

## Curiosità
- San Giovanni Maria Vianney (1786-1859), il noto Curato d'Ars, praticava il rito lionese. Ad un certo punto, per sentirsi più vicino a Roma, volle dire il breviario romano, solo che questo, essendo più lungo, avrebbe sottratto del tempo alle sue attività pastorali. Per questa ragione continuò a recitare il breviario lionese. Al santo presbitero francese è intitolata l'amministrazione apostolica personale San Giovanni Maria Vianney, che, in comunione con il romano Pontefice, mantiene vive le usanze cattoliche tradizionaliste in Brasile, impiegando però nel culto il rito romano tridentino e non quello lionese.Collegiata di San Giusto a Lione

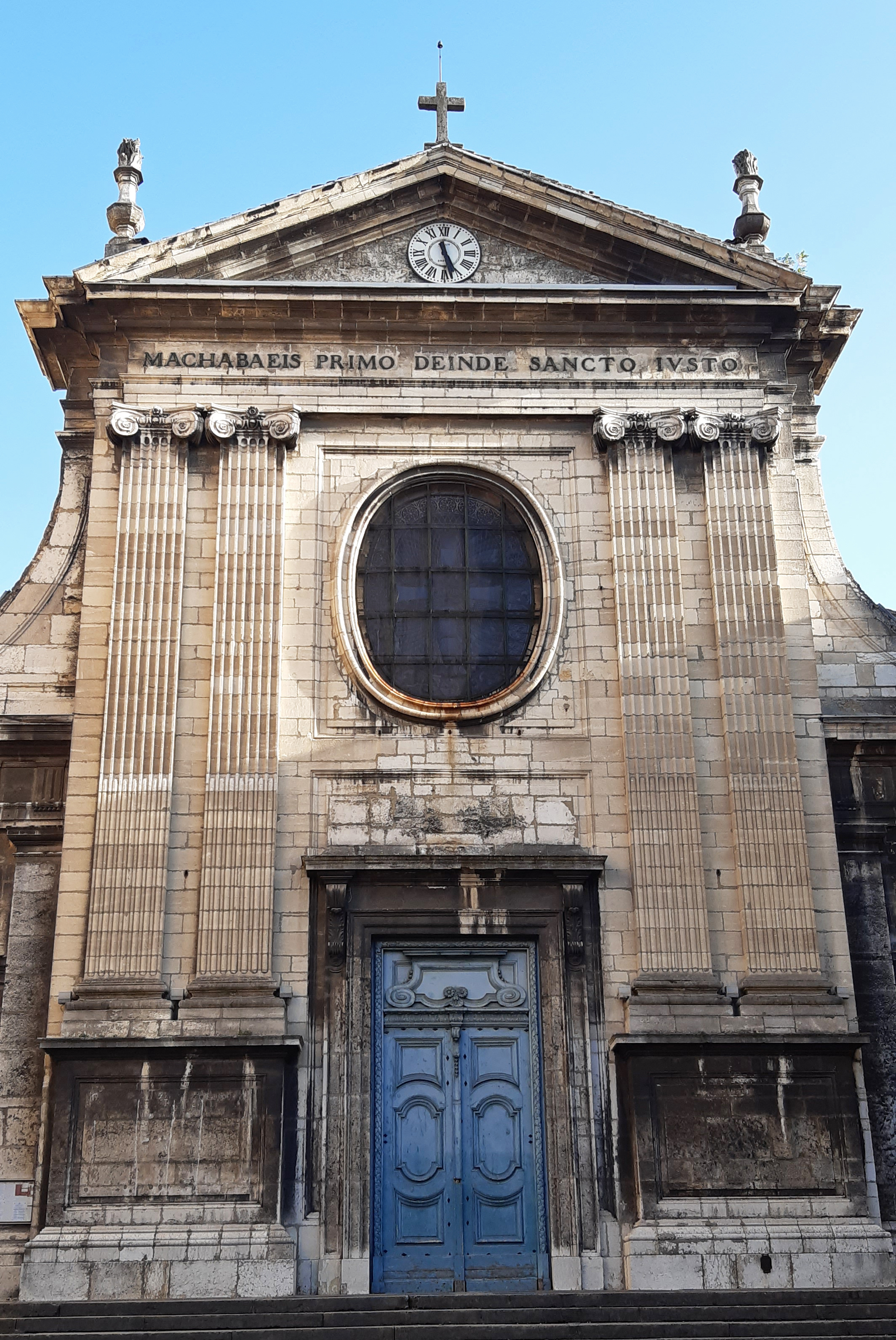
Collegiata di San Giusto a Lione

- La chiesa di San Giusto, ancor oggi custode delle antiche tradizioni liturgiche, era già citata come una collegiata assai conservatrice e attenta alle forme della liturgia lionese nel 1717 da Jean-Baptiste Le Brun des Marettes in questi termini: «Il y a encore quelque chose de plus rigoureux dans l'Eglise Collegiale des Chanoines de saint Just, où l'on observe tres-exactement tout ce qui se pratique à S. Jean de Lyon»[8].